# 군인공제회
군인공제회(軍人共濟會, The Military Mutual Aid Association)는 군인 및 군무원에 대한 효율적인 공제제도를 확립하여 군인 및 군무원의 생활안정과 복지증진을 도모하고 국군의 전력향상에 이바지함을 목적으로 군인공제회법에 의하여 설립되었다.

## 설립 근거
- 군인공제회법 제1조[1]

## 연혁
- 1984년 2월 1일 군인공제회 창립
- 1986년 군인공제회 최초 회원아파트 분양 (상계동 보람아파트)
- 1987년 목돈수탁저축 제도 시행
- 1989년 재해위로금 시행
- 1999년 군인공제회관 준공
- 2001년 목돈수탁 부분해약제도 시행
- 2006년 출산축하금 지원 확대
- 2008년 군인공제회 M+ CI변경
- 2009년 회원주택 인터넷 청약시스템 도입
- 2013년 군인공제회 핵심가치(신뢰·소통·정도) 선포
- 2015년 분할급여, 육아휴직자 납입특례제도 시행
- 2017년 자산 10조원 돌파
- 2018년 공공기관 청렴도 평가 종합 1등급 달성
- 2020년 복지부조 및 복지적립금 개선
- 2021년 ESG 경영 선포
- 2022년 적립형 목돈수탁저축 제도 시행
- 2022년 자산 15조원 돌파
- 2023년 윤리경영 선포
- 2024년 군인공제회법 개정(회원자격 확대) * 개인회원(군인,군무원 등) → 일반회원(현행), 병(兵) 회원, 국방관련 단체 회원
- 2025년 자회사 엠플러스자산운용 매각 절차를 재개[2]

## 회원
- 일반회원 자격
  - 군인사법에 의한 하사 이상의 군인
  - 군무원인사법에 의한 군무원
  - 국방부본부와 국방부 소속기관인 국방홍보원, 국방전산정보원의 공무원
    - 다만, 국방부 일반직 공무원 중 정부시책에 의하여 타 행정부처에 교류 근무하는 자에 대하여는 교류 근무기간 중에도 회원자격이 유지된다. 이 경우 교류기간 종료 후 미복귀 또는 전속 조치 등의 사유 발생 시는 즉시 회원자격이 상실된다.

  - 한국국방연구원법에 의하여 설립된 한국국방연구원의 임직원
  - 국방대학교설치법에 의하여 설립된 국방대학교의 교수, 부교수, 조교수 및 전임강사
  - 군인공제회의 임·직원
  - 방위사업청의 공무원
  - 국방과학연구소의 임직원
  - 국방기술품질원의 임직원
  - 병무청의 공무원
  - 전쟁기념사업회의 임직원
  - 국방전직교육원의 임직원

※ 다만, 임시직, 무기계약직, 한시계약직, 조건부 채용 직원 등은 가입이 제한됨
- 특별회원 자격
  - 일반회원이었던 자로서 목돈의 위탁증식을 원하는 자
  - 일반회원이었던 자로서 분할급여 가입을 원하는 자
  - 병역법에 따른 현역 병(兵)으로서 목돈의 위탁증식을 원하는 자
  - 만 34세 이하의 병역법에 따른 예비역 병(兵)으로서 목돈의 위탁증식을 원하는 자. 다만, 현역시절 가입이력이 있는 자에 한함.

※ 특별회원 자격은 목돈의 위탁관리 기간 및 분할급여 가입 기간에 한함
- 단체회원 자격
  - 사관학교설치법에 따른 육군사관학교·해군사관학교·공군사관학교, 육군3사관학교설치법에 따른 육군3사관학교, 국군간호사관학교설치법에 따른 국군간호사관학교, 국군조직법 및 육군부사관학교령에 따른 육군부사관학교, 국방대학교설치법에 따른 국방대학교의 장학·발전기금 목적으로 설립된 각 재단법인
  - 일반회원에 해당하는 자가 소속된 국방 관련 단체
  - 그 밖의 국방 관련 단체

※ 단체회원은 대의원회의 의결을 거쳐 결정함

### 일반회원 현황(2024. 12월말 기준)
- 회원가입현황 - 210,767명
- 퇴직급여 1인당 평균 가입구좌 - 89.6구좌 (44.8만원)
- 예금형 목돈수탁 가입인원 - 53,934명 / 1인당 평균 가입금액 - 1.10억원
- 적립형 목돈수탁 가입인원 - 10,861명 / 1인당 평균 가입금액 - 0.10억원
- 병(兵) 회원저축 가입인원 - 11,239명 / 1인당 평균 가입금액 - 0.01억원

## 사업체 현황

### 직영 사업체
- 군인공제회C&C

### 법인체
- 엠플러스에프엔씨(주)
- 공우이엔씨(주)
- 대한토지신탁(주)
- 한국캐피탈(주)
- 엠플러스자산운용(주)